# Trifluoromethanol
Trifluorometanol là hợp chất hữu cơ có công thức CHF
3O. Trifluorometanol là chất khí không màu, không ổn định ở nhiệt độ phòng.

## Tổng hợp
Trifluorometanol tách hydro fluoride trong phản ứng nhiệt hóa, tạo thành cacbonyl fluoride.
CF
3OH ⇌ COF
2 + HF (I)
Ở nhiệt độ khoảng -120   °C, trifluorometanol có thể được điều chế phản ứng giữa trifluoromethoxy chloride và hydro chloride:
CF
3OCl + HCl → CF
3OH + Cl
2 (II)
Sản phẩm phụ bao gồm chlor, hydro chloride và chlorrotrifluorometan. Loại bỏ sản phẩm phụ bằng cách chưng cất bay hơi ở -110 °C. Trifluorometanol có điểm nóng chảy là -82   °C và điểm sôi khoảng -20   °C. Điểm sôi này thấp hơn khoảng 85 °C so với metanol.
Cân bằng (I) là phương pháp tổng hợp đơn giản. Dịch chuyển cân bằng sang bên trái bằng cách hạ xuống nhiệt độ thấp do trifluorometanol thuận lợi về mặt nhiệt động. Nếu trifluorometanol tổng hợp bị proton hóa bởi các siêu acid, ví dụ HSbF
6 (acid fluoroantimonic), trạng thái cân bằng có thể dịch chuyển sang trái, về phía sản phẩm mong muốn.
Tương tự như phản ứng (I), trifluoromethoxides (CF
3O−
) được điều chế từ muối fluoride (ví dụ NaF) và cacbonyl fluoride.

## Xuất hiện ở tầng trên của bầu khí quyển
Dù trifluorometanol không ổn định trong điều kiện bình thường, hợp chất này được tạo ra trong tầng bình lưu từ gốc CF−
3 và CF
3O−
. Các gốc này kết hợp với OF+
. Sự phân hủy của trifluorometanol không đáng kể trong điều kiện khí quyển do năng lượng hoạt hóa cao của phản ứng. Thời gian tồn tại của trifluorometanol là vài triệu năm ở độ cao dưới 40 km.